# 臺灣苗栗地方法院
24°32′47″N 120°48′59″E / 24.546366°N 120.816486°E
臺灣苗栗地方法院，是中華民國的三級法院之一，位於台灣苗栗縣苗栗市，屬於普通法院，一般又會簡稱為苗栗地方法院、苗栗地院。

## 沿革
現今的苗栗地區在台灣日治時期初期一度有法院之設，1896年，台灣改行民政，總督府以律令第一號公布「台灣總督府法院條例」，該年7月15日依該條例曾成立名為苗栗地方法院之法院，惟旋於1897年11月15日被廢止，相關司法案件由新竹地方法院接管。1898年7月1日又改由臺中地方法院管理。
- 1898年7月19日總督府改正「臺灣總督府法院條例」後，全台地方法院僅餘三座，今苗栗地區之案件於1901年11月又歸臺北地方法院新竹出張所管轄。

- 1909年10月25日至1919年1月7日間，新竹出張所被降為登記所，今苗栗地區之案件歸臺北地方法院直接管轄。

- 1919年8月8日，台北地方法院新竹支部成立，今苗栗縣境（至日治末期為竹南郡、苗栗郡及大湖郡）之司法案件轉歸該支部審理。

- 1938年5月4日，新竹支部升格復名為新竹地方法院，今苗栗地區之案件歸新竹地方法院管轄。二次大戰後，國府接收台灣，將苗栗縣自原新竹州劃出，惟管轄苗栗地區之法院仍係新竹地方法院。

- 1991年新竹地方法院苗栗簡易庭於苗栗縣苗栗市成立。因司法院一縣市一法院的政策，1992年新竹地方法院與地檢署成立「臺灣苗栗地方法院暨檢察署籌建委員會」，1997年1月9日，本院成立，管轄苗栗縣境民刑事訴訟案件及非訟事件。

- 1998年1月移撥為臺灣高等法院臺中分院管轄。

## 歷任院長
| 歷任         | 姓名     | 到職日期       | 離職日期       | 司訓所期別 | 異動職務                 |
| 歷任院長     | 歷任院長 | 歷任院長       | 歷任院長       | 歷任院長   | 歷任院長                 |
| ------------ | -------- | -------------- | -------------- | ---------- | ------------------------ |
| 第1任        | 陳丁坤   | 1997年1月9日   | 1999年11月1日  | 9          | 臺灣桃園地方法院院長     |
| 第2任        | 袁再興   | 1999年11月1日  | 2001年11月5日  | 15         | 臺灣嘉義地方法院院長     |
| 第3任        | 黃梅月   | 2001年11月5日  | 2003年12月29日 | 21         | 臺灣新竹地方法院院長     |
| 第4任        | 葉麗霞   | 2003年12月29日 | 2005年10月30日 | 19         | 臺灣南投地方法院院長     |
| 第5任        | 蔡烱燉   | 2005年12月6日  | 2009年12月30日 | 20         | 臺灣新竹地方法院院長     |
| 第6任        | 溫耀源   | 2009年12月30日 | 2011年9月6日   | 20         |                          |
| 第7任        | 許進國   | 2011年10月31日 | 2013年12月18日 | 26         | 臺灣嘉義地方法院院長     |
| 第8任        | 邱志平   | 2013年12月18日 | 2015年9月30日  | 25         | 臺灣高等法院花蓮分院法官 |
| 第9任        | 蔡美美   | 2015年9月30日  | 2017年7月11日  | 27         | 臺灣高等法院臺南分院法官 |
| 第10任       | 胡文傑   | 2017年7月11日  | 2020年8月26日  | 29         | 臺灣嘉義地方法院院長     |
| 第11任       | 陳雅玲   | 2020年8月26日  | 2023年8月30日  | 27         | 臺灣基隆地方法院院長     |
| 第12任       | 王漢章   | 2023年8月30日  | 2025年4月10日  | 33         | 臺灣臺中地方法院院長     |
| 代理（庭長） | 林卉聆   | 2025年4月10日  |                | 40         |                          |

## 管轄區域
| 庭區       | 管轄區域   | 備註                                                                 |
| ---------- | ---------- | -------------------------------------------------------------------- |
| 苗栗簡易庭 | 苗栗縣全縣 | 簡易庭受理第一審民、刑事訴訟簡易事件及違反社會秩序維護法案件之審理。 |

## 組織
- 院長

### 審判部門
- 民事庭
- 刑事庭
- 少年家事庭

### 非訟部門
- 民事執行處
- 公設辯護人
- 登記處
- 提存所
- 公證處
- 調查保護室
- 非訟事件處理中心

### 行政部門
- 書記處
  - 民事紀錄科
  - 刑事紀錄科
  - 少家紀錄科
  - 民執紀錄科
  - 法官助理
  - 總務科
  - 研考科
  - 文書科
  - 訴訟輔導科
  - 法警室
- 人事室
- 會計室
- 統計室
- 政風室
- 資訊室

## 特色
- 本院設立於1997年，是至目前為止臺灣高等法院轄下倒數第三個成立的地方法院，早於臺灣橋頭地方法院、福建連江地方法院。
- 本院轄區人口為537,428人（2022年2月），是中華民國所轄人口排行第14的地方法院。
- 2000年本院與士林地方法院被司法院指定率先行實施「檢察官全程到庭實行公訴」制度，並自同年6月1日起開始實施法庭交互詰問制度，是最早實施這兩個制度的法院之一。
- 本院現址原為1951年廢廠的苗栗糖廠。

## 交通工具

### 客運
由臺北搭乘國光客運至『苗栗地方法院站』下車。

### 火車
苗票站下車， 可接乘新竹客運至『苗栗地方法院站』。

### 自行開車
國道1號高速公路，由苗栗交流道下。 國道3號高速公路， 由後龍交流道下。

## 外部連結
- 苗栗地方法院首頁 （页面存档备份，存于）（中文）（英文）
- 法院組織法 （页面存档备份，存于）.全國法規資料庫.民國 111 年 02 月 18日